# Lucien Petit-Breton
Lucien Petit-Breton (nascido Lucien Georges Mazan) (Plessé, 18 de outubro de 1882 - Troyes, 19 de abril de 1917) foi um ciclista profissional da França nacionalizado argentino.
Foi o 5º colocado no Tour de France 1905 e o vencedor do Tour de France em 1907 e 1908.